# Ferhat Mehenni
Ferhat Mehenni (en cabilio ⴼⵔⵃⴰⵜ ⵎⵀⵏⵉ. Illoula; 5 de marzo de 1951) es un músico y político argelino.
Es portavoz del Movimiento por la Autonomía de Cabilia (MAK), en Argelia.

## Vida
Fehrat Mehenni hijo de un combatiente argelino. Desde enero de 1963 asistió a una escuela primaria en Argel y después de dos años continuó sus estudios en la ciudad kabilia de Larbaâ Nath Irathen, donde aprobó la selectividad en 1971. Después de graduarse de la escuela secundaria, estudió ciencias políticas en la Universidad de Argel, donde se ocupó de la política bereber y las diferentes tendencias actuales en la capital de Argelia.
En abril de 1973 participó en un festival de música argelina. Al igual que Chansonnier Idir, se esfuerza por revivir la música argelina tradicional como un elemento de creación de identidad de la cultura bereber. Sus canciones fueron denunciadas como subversivas bajo el régimen autoritario de Houari Boumédiène . Al mismo tiempo, sus canciones son rechazadas violentamente por militantes islamistas en Argelia que, como los órganos estatales argelinos, lo han amenazado de muerte varias veces.

## Discografía
- Canciones revolucionarias de Kabylia . 1979. El álbum contiene la canción Ameddakʷel, basada en un poema de Ludwig Uhland ( The Good Comrade ), traducida al Kabyle y compuesta por Laimèche Ali, arreglada y cantada por Ferhat Mehenni
- Tuγac n ddkir - Canciones de acero, amor y libertad (1994)

- Tuγac n tmes d waman - Canciones de fuego y agua (1996 y 2001)
- I Tmurt n Leqvayel - Himno a Cabilia (2002)
- Adekker d usirem - Requiem and Hope (2004)  (enlace roto disponible en Internet Archive; véase el historial, la primera versión y la última).